# Trischalis flava
Trischalis flava är en fjärilsart som beskrevs av George Francis Hampson 1893. Trischalis flava ingår i släktet Trischalis och familjen björnspinnare. Inga underarter finns listade i Catalogue of Life.